# Inmigración suiza en Uruguay
La inmigración suiza en Uruguay es el movimiento migratorio de ciudadanos provenientes de la Confederación Suiza hacia la República Oriental del Uruguay. Dicha corriente migratoria comenzó hacia el siglo XIX, fundamentalmente entre 1861 y 1883, cuando miles de suizos emigraron hacia el Uruguay en busca de mejores oportunidades y de una mejor calidad de vida.
Los inmigrantes suizos en Uruguay se asentaron principalmente en el interior del país, poblando zonas rurales para dedicarse mayormente a la agricultura y a la producción de lácteos. El corazón del asentamiento suizo en suelo uruguayo es el departamento de Colonia, ubicado al suroeste del país, sobre el Río de la Plata.
Allí un grupo de varios cientos de familias suizas junto a otras familias de regiones vecinas de Alemania, Francia y Austria, unos 650 inmigrantes en total, fundaron la Colonia Suiza (Nueva Helvecia) en el año 1862.
Dichos inmigrantes suizos fueron los pioneros de la agricultura en Uruguay, contándose entre sus más importantes aportes a la joven nación uruguaya además, la introducción de la lechería, la quesería y diversas innovaciones tecnológicas.
Actualmente son más de 900 los ciudadanos suizos radicados en Uruguay, y el total de uruguayos descendientes de suizos se estima en aproximadamente unas 25.000 personas, la mayoría de ellos residentes del departamento de Colonia.